# باولو لونغو بورغيني
باولو لونغو بورغيني (بالإيطالية: Paolo Longo Borghini)‏ مواليد 10 ديسمبر 1980 في أسياغو، إيطاليا، هو دراج إيطالي سابق.

## وصلات خارجية
- الموقع%20الرسمي

## روابط خارجية
- باولو لونغو بورغيني على موقع الاتحاد الدولي للدراجات (الإنجليزية)
- باولو لونغو بورغيني على موقع أرشيف الدراجات (الإنجليزية)
- باولو لونغو بورغيني على موقع إحصائيات الدراجات الإحترافية (الإنجليزية)
- باولو لونغو بورغيني على موقع نسبة الدراجات (الإنجليزية)
- باولو لونغو بورغيني على موقع CycleBase (الإنجليزية)